# Rivière des Prairies (vattendrag i Kanada, lat 49,76, long -71,38)
Rivière des Prairies är ett vattendrag i Kanada.   Det ligger i provinsen Québec, i den östra delen av landet, 600 km nordost om huvudstaden Ottawa.
I omgivningarna runt Rivière des Prairies växer i huvudsak barrskog. Trakten runt Rivière des Prairies är nära nog obefolkad, med mindre än två invånare per kvadratkilometer.